# Banschaft Vardar
Die Vardar-Banschaft (Vardarska banovina, kyrillisch Вардарска бановина; dt. Banschaft Vardar) war von 1929 bis 1941 eine Verwaltungseinheit innerhalb des Königreiches Jugoslawien. Sie umfasste das gesamte Gebiet der heutigen Republik Nordmazedonien sowie die südlichsten Teile Serbiens, einschließlich des südlichen Kosovo. Verwaltungssitz war Skopje. Der gesamte staatliche Verwaltungsapparat war mit Serben und Montenegrinern besetzt.

## Geschichte
Die Banschaft Vardar wurde gebildet, als König Alexander I. nach seinem Staatsstreich von 1929 Jugoslawien neu in 9 Banovine (Banschaften) einteilen ließ, die größtenteils nach Flüssen benannt wurden. Die Banschaft Vardar erhielt ihren Namen nach dem Vardar, dem wichtigsten Fluss, der sie durchfloss. Nach der Gründung der kroatischen Banschaft 1939 war geplant, Jugoslawien in drei föderative Einheiten zu gliedern, bestehend aus der slowenischen, kroatischen und serbischen Banschaft. Die serbische Banschaft hätte die Banschaften von Vrbas, Drina, Zeta, Donau, Morava und Vardar umfassen sollen, mit Skopje als Hauptstadt. Der Zweite Weltkrieg verhinderte die Umsetzung des Planes. Nach dem Krieg wurde im kommunistischen Jugoslawien die Republik Mazedonien gegründet und als föderale Teilrepublik gebildet, die nördlichen Gebiete kamen zur Republik Serbien. Die Banschaft von Vardar wurde nicht erneuert.
|  |  |